# Megopis cephalotes
Megopis cephalotes là một loài bọ cánh cứng trong họ Cerambycidae.